# Carlo Leoni (pittore)
Carlo Leoni (Bologna, 1925 – Vergato, 1982) è stato un pittore e illustratore italiano.

## Biografia
Studia presso l'Accademia di Belle Arti di Bologna.
Dalla fine degli anni Cinquanta fino alla sua scomparsa, Leoni espone nelle gallerie più importanti del capoluogo emiliano. In merito a ciò, il Comune, dopo la sua morte, gli dedica nel 1986 una mostra presso la Galleria d'arte moderna e presso il Palazzo Pepoli. Hanno partecipato, alla personale, i critici Giorgio Celli e Francesco Arcangeli.
Nel 1967 ottiene il prestigioso Premio Suzzara con l'opera La Massaia.
Si è dilettato anche nel mondo dell'illustrazione. Ha composto i disegni  delle Favole di Marcello Ceccarelli.

## Opere principali nei musei[4]
- Raccolta Lercaro (MAMbo) - Bologna
- Palazzo Comunale - Budrio
- Galleria d'Arte Moderna V. Stoppioni - Santa Sofia